# Grand Couleedam
De Grand Coulee Dam is een waterkracht-stuwdam aan de rivier de Columbia in de Amerikaanse staat Washington, gebouwd door industrieel Henry J. Kaiser. Samen met de Hoover Dam is het een van de meest beroemde dammen in de Verenigde Staten. Het reservoir bij de dam is het Franklin D. Roosevelt Lake, genoemd naar de toenmalige president van de Verenigde Staten die de leiding had van het concept en de voltooiing van de dam.
De omvang van de dam is enorm. De dam is zo'n anderhalve kilometer lang, tweemaal hoger dan de Niagarawatervallen, zelfs hoger dan de Piramide van Cheops.

## Geschiedenis
De dam werd gebouwd als onderdeel van het Columbia Basin Project voor irrigatie van woestijngebieden van de Pacific Northwest en in eerste instantie niet voor elektriciteitsopwekking. De constructie van de dam begon in december 1933 als Public Works Administration en was voltooid in het begin van de Tweede Wereldoorlog. Aanvankelijk was een lagere dam bedacht met een optie om deze later te verhogen. Tijdens de bouw werd het ontwerp aangepast aan de hogere specificaties. De hoogte werd bepaald door het punt waarbij het reservoir in Canada zou uitmonden.

### Originele constructie
Toen de dam voltooid was in 1941 was het de grootste dam in de wereld. Het aanvankelijke hoofddoel van irrigatie werd door de noodzaak van elektriciteit gedurende de oorlog verdrongen. Aluminiumsmelten was cruciaal tijdens de oorlog. De elektriciteit werd ook gebruikt door de plutoniumproducerende reactoren en opwerkingsfabrieken op de Hanford Site, onderdeel van het strikt geheime Manhattan Project. De dam was belangrijk voor de industriële ontwikkeling van de noordwestkust van de Verenigde Staten.
De originele opzet van irrigatie werd na de oorlog hervat. Er werd een distributienetwerk aangelegd, waarbij gebruik werd gemaakt van de Grand Coulee, een oude rivierbedding ongeveer 200 meter boven de rivier de Columbia. Aanvullende dammen, hevels en kanalen werden gebouwd om de ravijn (en:coulée) om te vormen tot een enorm toevoernetwerk. Met de irrigatie werd in 1951 begonnen.

### Uitbreiding
Tussen 1966 en 1974 werd de dam uitgebreid om plaats te bieden aan Machinekamer #3. Een onderdeel hiervan was het opblazen van de noordoostzijde van de dam en het bouwen van een nieuwe sectie. Hiermee werd de dam meer dan anderhalve kilometer lang en kreeg men ruimte voor zes nieuwe generatoren. De nieuwe turbines en generatoren - drie 600 MW en drie 805 MW - behoren tot de grootste ooit gebouwd. De uitbreiding werd begin jaren 80 voltooid, waarmee de Grand Coulee Dam een van de grootste hydro-elektrische producenten in de wereld werd.

### Gevolgen voor het milieu
De dam leverde veel positiefs op, maar had negatieve gevolgen voor de lokale Indianenstammen waarvan de traditionele manier van leven draaide rond de zalm. De Grand Coulee en Chief Joseph Dammen blokkeren de weg voor anadrome vis, waarmee meer dan 1500 kilometer van hun traditionele paaigronden werden weggenomen. De Colville stam leefde langs de rivier Columbia en nadat de dam was voltooid overstroomde hun land en waren ze gedwongen te verhuizen. Hierop klaagden ze de overheid aan. In de jaren 90 werden de Colville Indianen uiteindelijk gecompenseerd met een bedrag van ongeveer $52 miljoen dollar.

### Bezoek aan de dam
Het bezoekerscentrum bevat veel historische foto's, geologische voorbeelden, turbine- en dammodellen en een goed gebruikt theater. Sinds 1989 wordt er op zomeravonden een lasershow geprojecteerd op de dam. De show bestaat uit levensgrote afbeeldingen van slagschepen en het Vrijheidsbeeld, alsook wat milieugerelateerde opmerkingen. Bezichtigingen van de nieuwe Machinekamer #3 worden gegeven, maar zijn om veiligheidsredenen verminderd. Bezoekers kunnen gebruikmaken van een glazen lift van de sluispoorten tot de generatoren 120 meter lager.

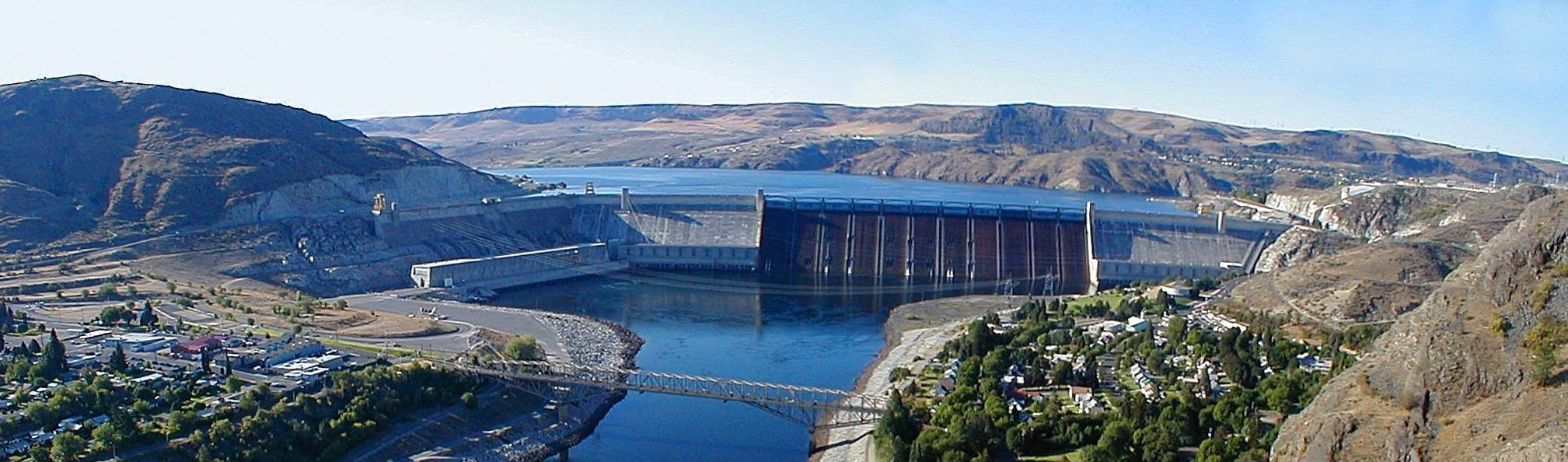
Panorama van de dam, kijkend naar het zuidoosten. Machinekamer #3 is zichtbaar aan de linkeronderzijde van de dam.

## Feiten
- De grootste betonnen dam in Noord-Amerika, grootste betonnen bouwwerk in de Verenigde Staten (9.155.942 m³).
- Grootste hydro-elektrische generator in de Verenigde Staten, op twee na grootste in de wereld
- Opvoerhoogte: 116 meter
- Gemiddelde debiet: 3100 m³/s
- Productie: 21 terawattuur elektriciteit per jaar
- Irrigatie: meer dan 2000 km²
- Eerste water over de stuw: 1 juni 1942
- Eigenaar: US Bureau of Reclamation

## Quotes over de Grand Coulee Dam
Now the world holds seven wonders that the travelers always tell,

Some gardens and some towers, I guess you know them well.

But now the greatest wonder is in Uncle Sam's fair land,

It's the big Columbia River and the big Grand Coulee Dam. (...)

uit The Grand Coulee Dam door Woody Guthrie 